# Prisión Hospital de Tirana
La Prisión Hospital de Tirana 8en albanés: Spitali i Burgut Tiranës) es una el nombre que recibe una instalación penitenciaria que fue abierta en tiempos del Reino de Albania en 1930, en la ciudad de Tirana. Fue cerrado bajo el régimen comunista en 1945 y fue reabierta en 1998 por el gobierno de la República de Albania. 